# Bảo tàng giấy ở Duszniki-Zdrój
Bảo tàng giấy ở Duszniki-Zdrój (tiếng Ba Lan: Muzeum Papiernictwa) - một bảo tàng của Lower Silesia Voivodeship nằm ở Duszniki-Zdrój ở Ba Lan, được thành lập vào năm 1968 trong một nhà máy giấy cũ thế kỷ 17 trên sông Bystrzyca Dusznicka.
Bảo tàng trưng bày chủ yếu các triển lãm về lịch sử của giấy. Từ năm 2001, bảo tàng đã được tổ chức "Święto Papieru" (Lễ hội giấy) - một lễ hội quảng bá kiến thức và tầm quan trọng của giấy, in, đóng sách và nghệ thuật đương đại.
Nhà máy giấy là một trong những Di tích Lịch sử quốc gia chính thức của Ba Lan, được đề cử vào ngày 12 tháng 10 năm 2011 và được theo dõi bởi Ủy ban Di sản Quốc gia Ba Lan.

## Kiến trúc
Nhà máy giấy là một trong những di tích công nghiệp có giá trị kiến trúc nhất ở châu Âu. Nó là đặc trưng bởi mái ván lợp được tạo nên với kiến trúc xoắn ốc kiểu Barôc từ phía tây và cổng vào ban đầu theo kiến trúc pavilion và bên trong tòa nhà là những bức tranh treo tường thế kỷ 17-19. Truyền thống làm giấy ở Duszniki bắt nguồn từ thế kỷ 16; bản ghi chép đầu tiên về nhà máy giấy bắt đầu từ năm 1562 và kể về việc bán cổ phần của ông cho Nicolas Kretschmer trong căn phòng kiểu moulding bởi Ambrosius Tepper. Nhà máy giấy ban đầu đã bị phá hủy trong trận lụt năm 1601. Nhà máy được xây dựng lại và việc làm giấy được phục hồi lại vào năm 1605. Bảo tàng được mở cửa cho khách tham quan vào ngày 26 tháng 7 năm 1968 và 3 năm sau đó, sản xuất giấy bằng tay đã được đưa ra trưng bày. Phòng moulding đã sớm trở thành một điểm hấp dẫn thu hút hàng chục ngàn khách du lịch mỗi năm. Trận lụt năm 1998 đã gây thiệt hại lớn cho nhà máy giấy. Nước quét qua nền của phòng sấy khô và nó bị lắng đọng hàng tấn bùn và mảnh vụn bên trong tòa nhà. Thiệt hại đã được sửa chữa nhờ sự hỗ trợ tài chính từ chính phủ Ba Lan. Trong năm 2007-2008 do những thay đổi lớn, bảo tàng đã thích nghi với các nhu cầu của du khách khuyết tật.

## Triển lãm thường trực

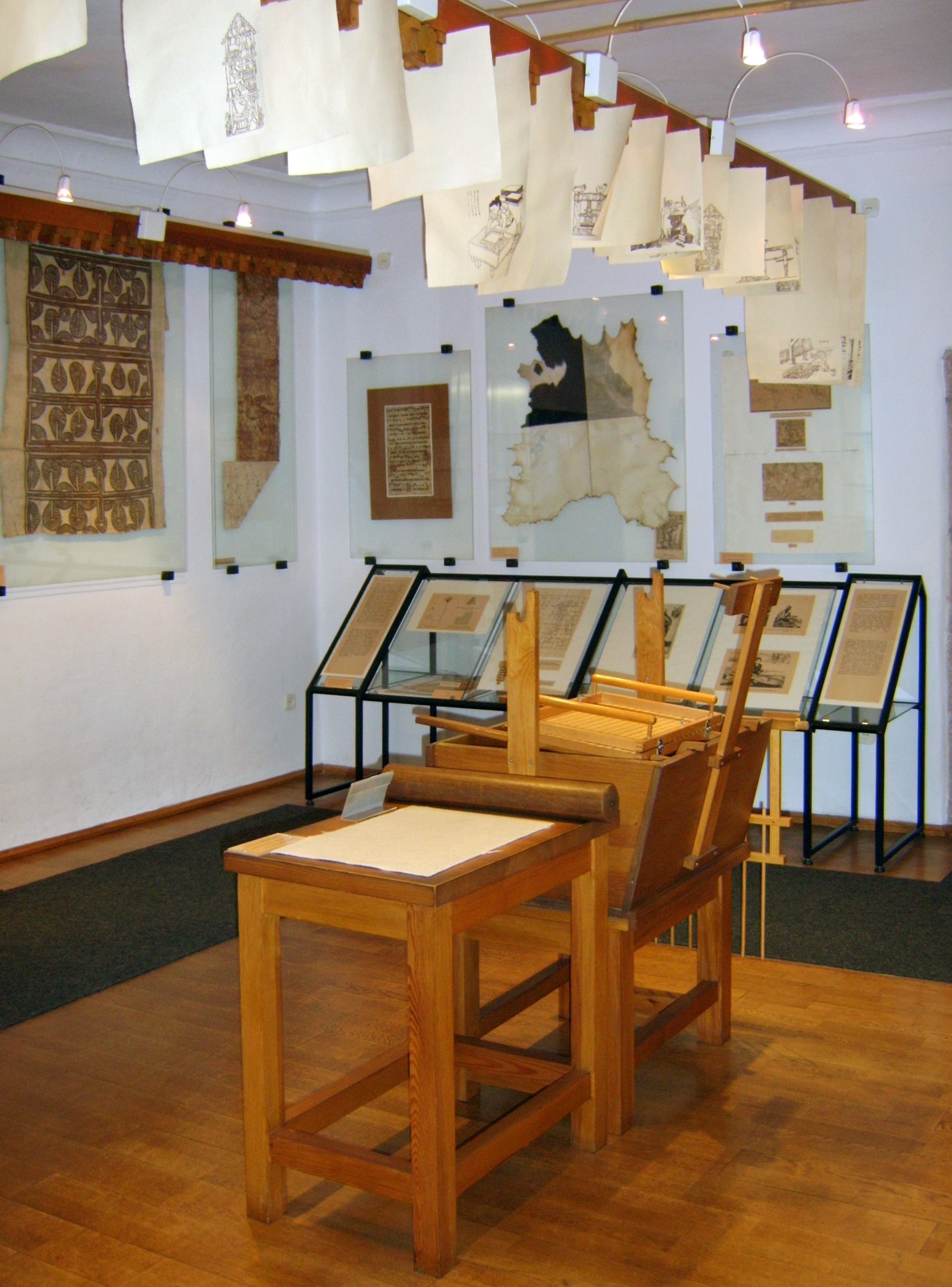

Bảo tàng là tòa nhà duy nhất được bảo tồn và vẫn đang hoạt động thuộc loại này ở Ba Lan và là một trong số rất ít ở Trung Âu. Như có thể thấy ở đây:
- tòa nhà lợp mái lợp đã được khôi phục vô cùng đẹp đẽ của nhà máy giấy - một công trình kiến trúc độc đáo của công nghệ bấy giờ,
- sản xuất trên trương trình làm giấy thủ công: "the hollander" để phá vỡ cellulose, khuôn đúc, khung và máy ép, v.v.
- triển lãm về phát triển công nghệ sản xuất giấy bao gồm các tấm có hình mờ và chữ, khung đúc lịch sử, mô hình máy làm giấy và một trong những bộ sưu tập lớn nhất thế giới về các thiết bị lịch sử để đo đặc tính giấy,
- triển lãm về lịch sử hội họa,
- triển lãm máy làm giấy cỡ lớn đầu tiên,
- vườn với các nhà máy sợi được sử dụng trong sản xuất giấy.

Du khách có thể tự làm một tờ giấy cho mình ở đây:
- bảo tàng tổ chức dạy học cho các nhóm,
- du khách có thể tham gia các hội thảo sản xuất giấy.

Các cửa hàng trong bảo tàng có bán các mặt hàng như:
- giấy màu nước, giấy vẽ, in ấn và giấy văn phòng phẩm có kích thước lên đến A2,
- giấy nghệ thuật trang trí hoa và cánh tay của Quận Kladsko.
- danh thiếp, văn phòng phẩm và các mặt hàng khác có kích thước lên đến A3, được đặt bằng tay và in lên vật phẩm.
- album thơ độc đáo có hạn (bạn hãy nhanh tay để chọn được album mình ưu thích nhé).
- giấy thủ công với hình mờ cụ thể theo thiết kế hoặc ý tưởng của khách hàng được đặt hàng.

Bảo tàng cũng là một trung tâm nổi tiếng về nghiên cứu lịch sử sản xuất giấy.

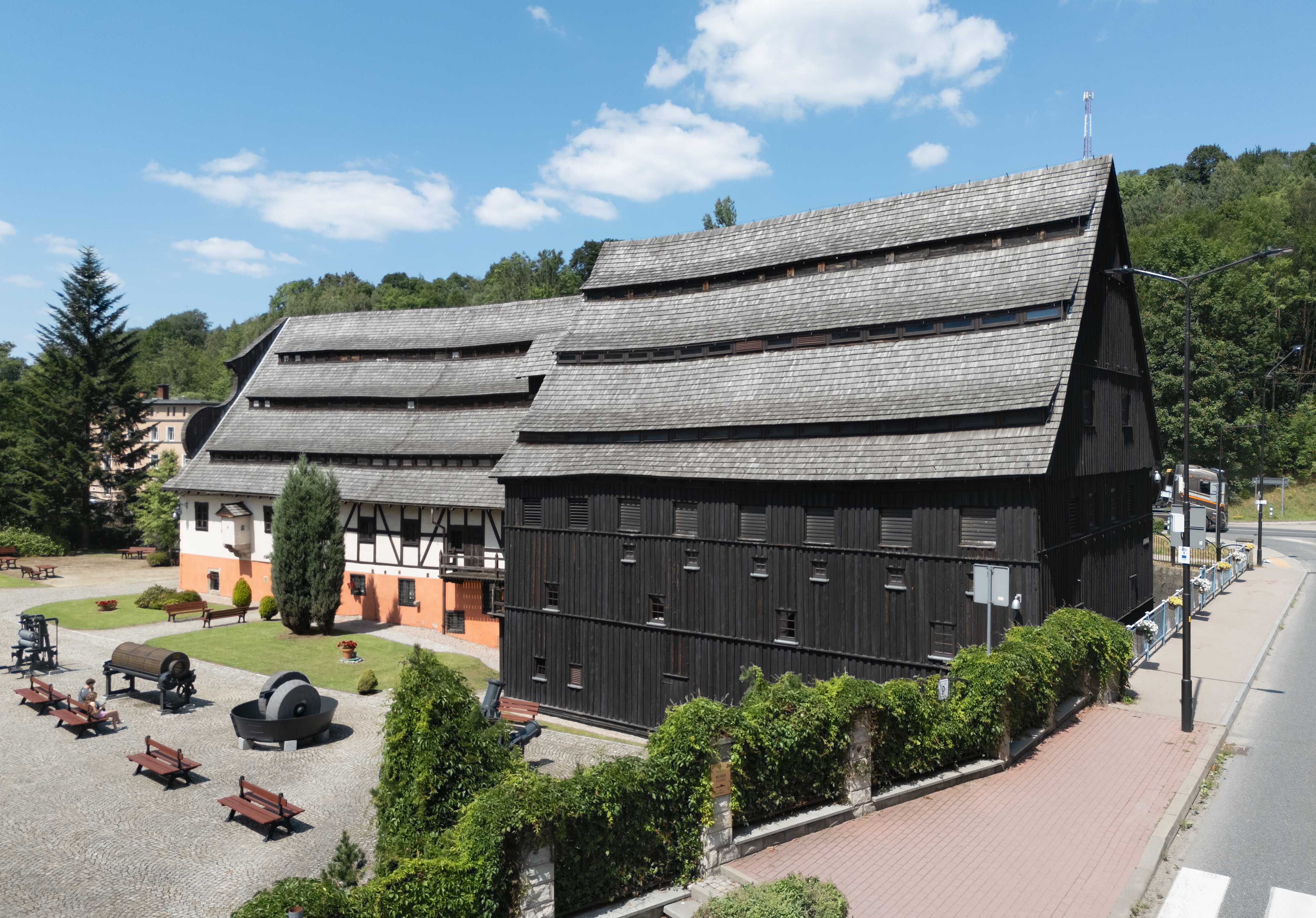
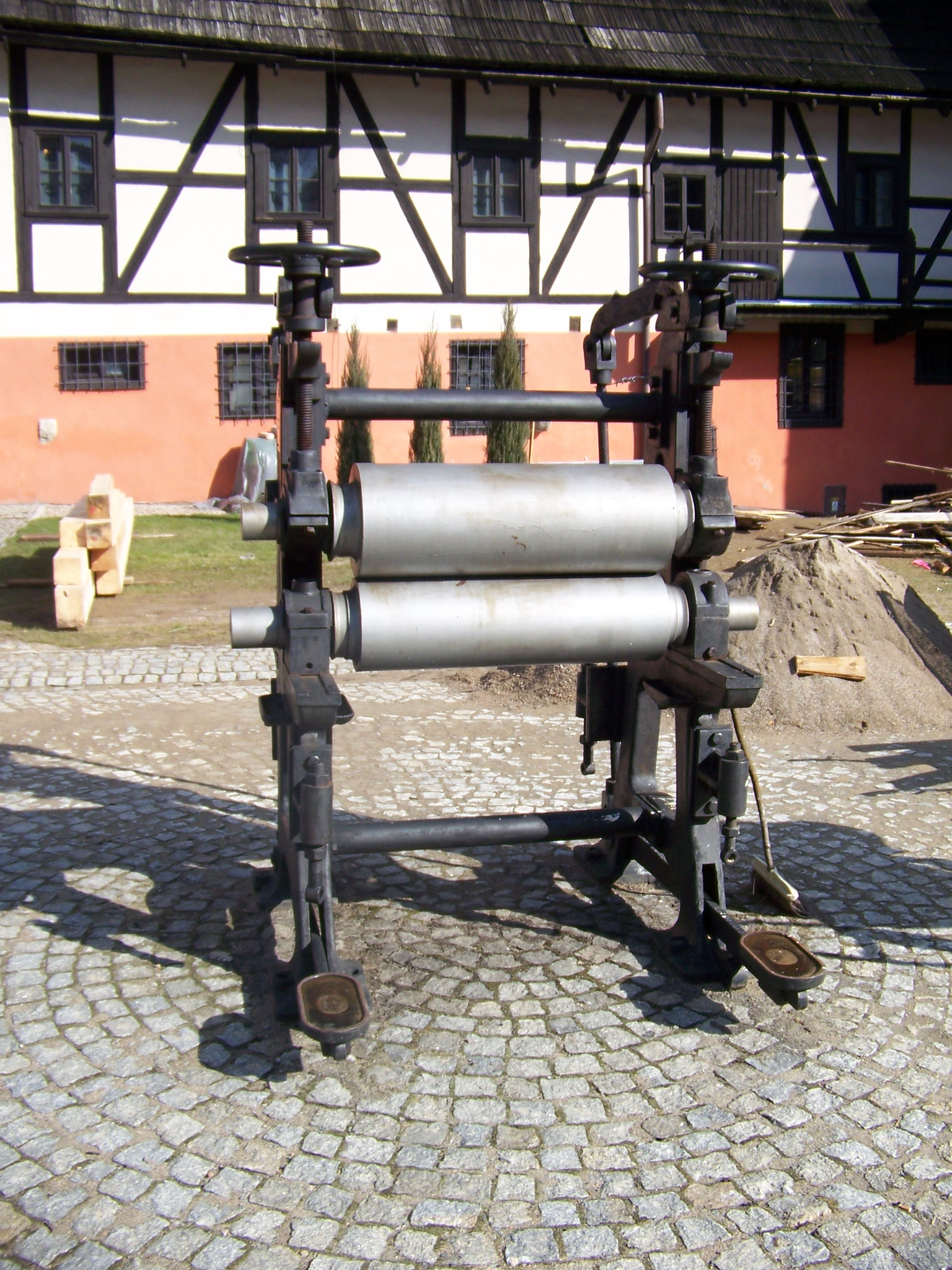
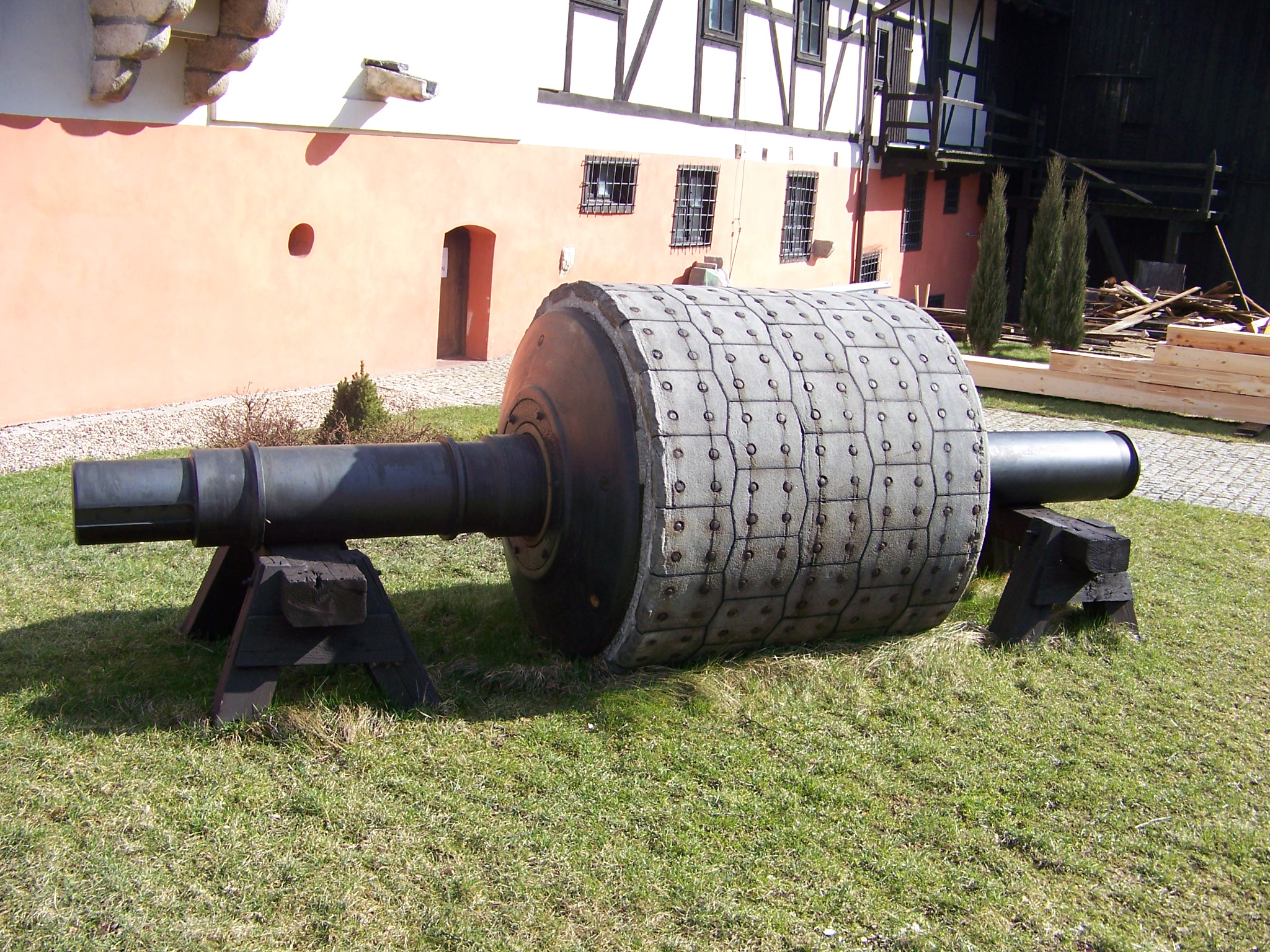
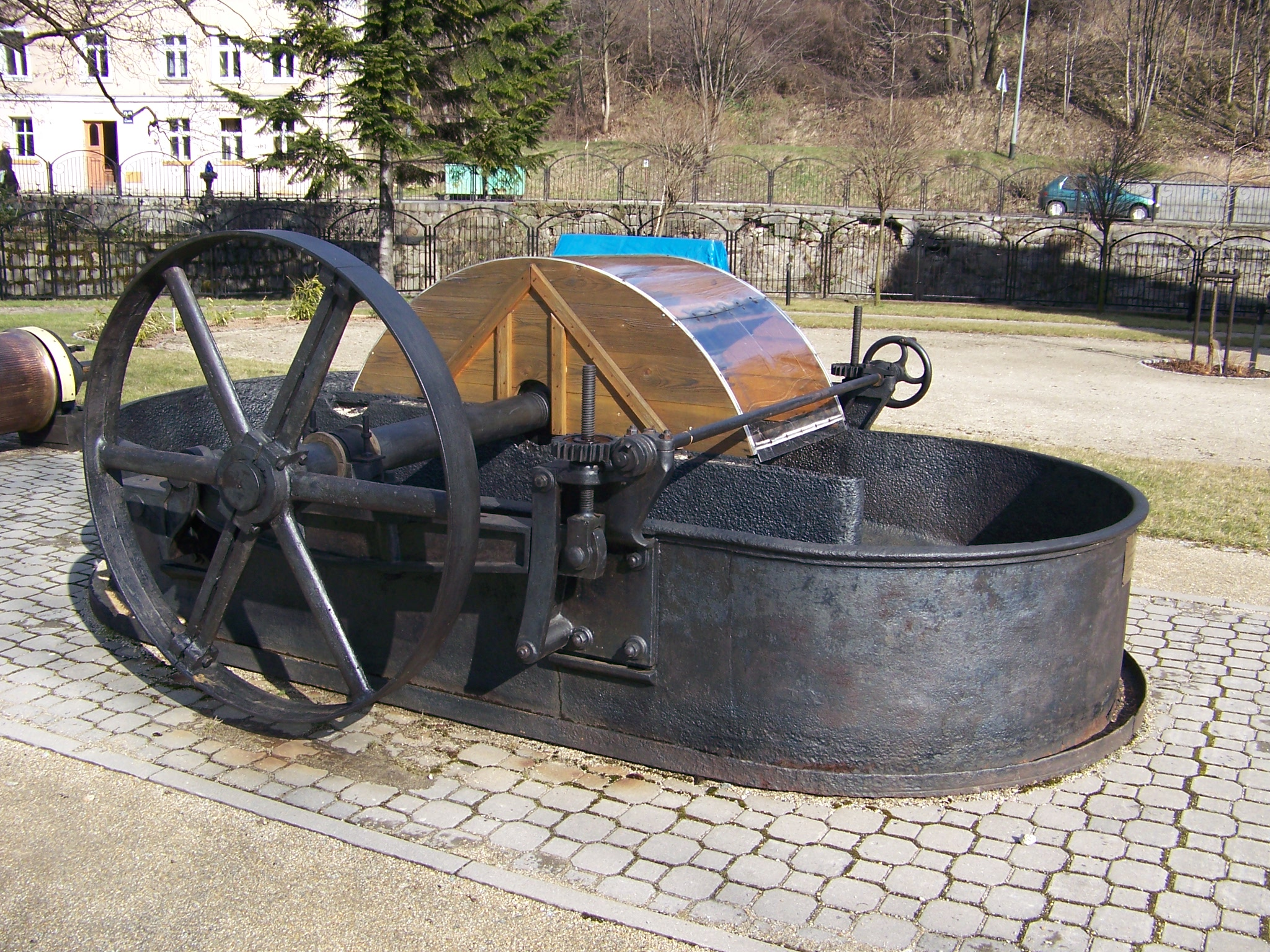
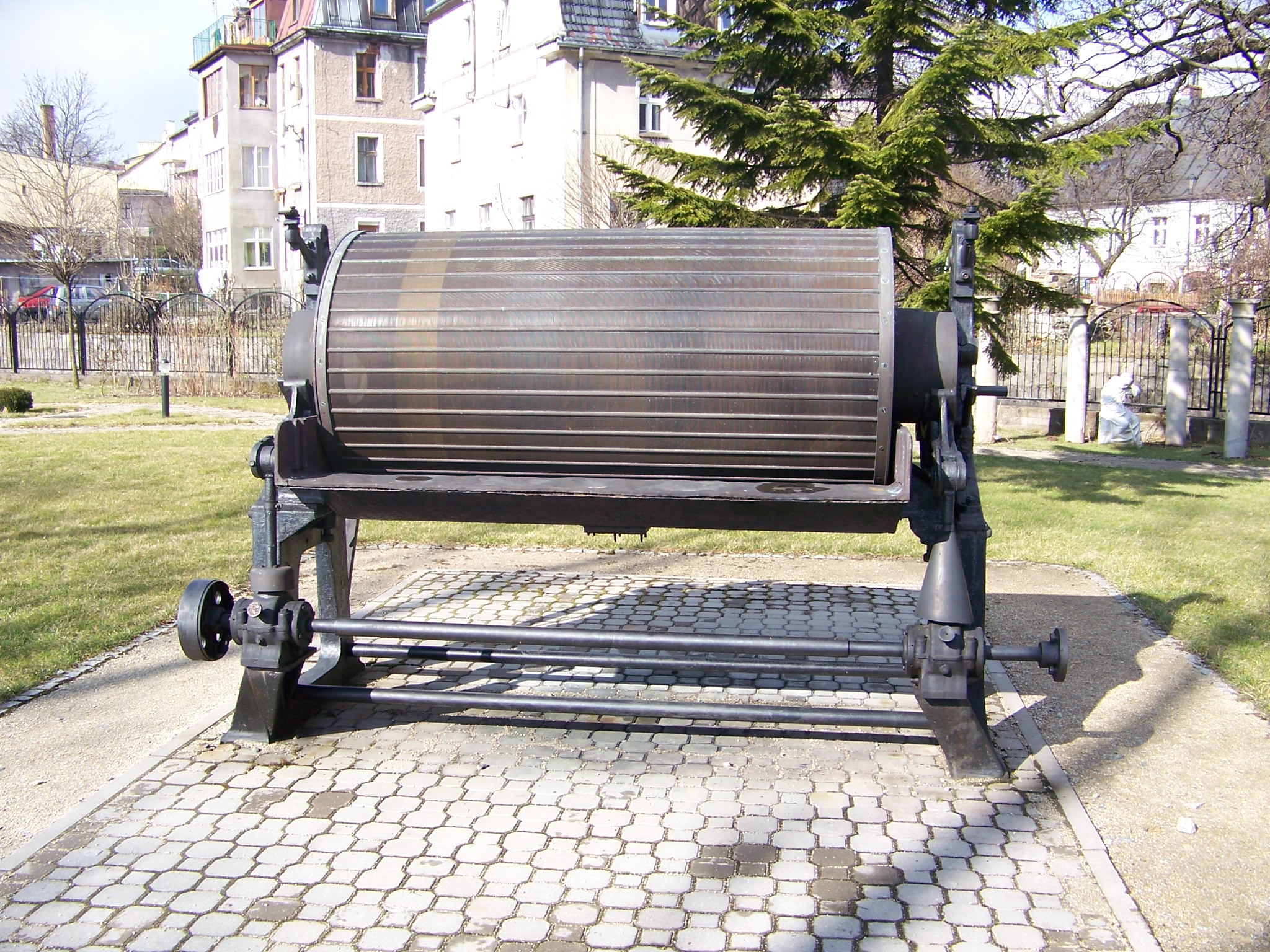